# Auditorium Ōkuma
 (décembre 2012).
Si vous disposez d'ouvrages ou d'articles de référence ou si vous connaissez des sites web de qualité traitant du thème abordé ici, merci de compléter l'article en donnant les références utiles à sa vérifiabilité et en les liant à la section « Notes et références ».
L'Auditorium Ōkuma (大隈講堂, Ōkuma kōdō) est un auditorium de type Tudor appartenant à l'Université Waseda à Tokyo. Sa construction devait commencer 1923 à la suite de la mort du fondateur de l'université et ancien Premier ministre Ōkuma Shigenobu, mas les travaux sont retardés par le grand séisme de 1923 de Kantō. La construction commence donc en 1926, et ouvre en 1927, pour célébrer le quarante-cinquième anniversaire de la fondation de l'université Waseda.
L'auditorium dispose d'un grand hall, avec une capacité d'accueil de plus de 1 100 sièges, ainsi qu'un sous-sol de 300 sièges. Les cérémonies et concerts de l'université sont tenues dans cet auditorium, dont l'horloge sonne dix fois par jour.
Il est classé par la mairie de Tokyo en 1999 comme monument historique, puis comme bien culturel important de l'ère Shōwa en 2007.

## Histoire
Le fondateur de l'université Waseda et ancien Premier ministre japonais Ōkuma Shigenobu décède le 10 janvier 1922. L'université se lance cette même année dans l'édification de bâtiments en son honneur sur le campus. La première décision prise est de créer un grand auditorium, afin d'accueillir les cérémonies de l'université, auparavant tenue sous des tentes dans le parc de l'université.
En avril 1923, l'université fait un appel à candidatures, et lève des fonds, en espérant recevoir deux millions de yens. Le projet est mis en pause à cause d'un grand séisme qui ravage le Japon cette même année. Les destructions dues au séisme, et la construction de la bibliothèque universitaire de l'université, drainent les fonds de l'université. Le projet est donc mis en pause jusqu'en 1925. Kōichi Satō, Takeo Satō, et Tachū Naitō, trois professeurs du département d'architecture de l'université, reçoivent du président de Waseda, Sanae Takada, la demande d'imaginer une architecture gothique pour l'auditorium. La construction commence le 11 février 1926, par la société TODA, et se finit le 20 octobre 1927.
En avril 1999, l'audotirum est le premier monument classé Bâtiment Historique de la Métropole de Tokyo.
L'auditorium est entièrement rénové entre 2006 et 2007 afin de célébrer le 125e anniversaire de la fondation de l'université Waseda. Le 4 décembre 2007, l'auditorum est labellisé Propriété culturelle d'importance de l'époque Showa par l'Agence des affaires culturelles.

## Description
L'auditorium a une capacité d'accueil de 1 123 personnes sur trois étages. Le sous-sol accueille un plus petit auditorium de 301 places assises. Une horloge haute de sept étages est posée à gauche de l'auditorium. La hauteur de la tour, qui est de 125 shaku, c'est-à-dire de 38 mètres, représente la théorie de la "vie de 125 ans" d'Ōkuma.
Les cloches au sommet de la tour ont été transportées par le canal de Panama par la MacLean Company, située à Baltimore, aux États-Unis. Ce fut la première fois que quatre cloches furent utilisées simultanément au Japon. La cloche produit toujours la même harmonie que celle du Palais de Westminster, et sonne six fois par jour, à 8 heures, 9 heures, midi, 16 heures, 20 heures et 21 heures.

## Utilisation
Les évènements importants, ainsi que certains cours d'amphithéâtre, prennent place dans l'amphithéâtre de l'auditorium. Les pièces de théâtre jouées par les étudiants des clubs idoines, ainsi que les concerts des étudiants, y ont lieu. C'est dans ce bâtiment que la cérémonie d'accueil des étudiants à chaque rentrée a lieu.

### Conférences données par des leaders politiques
- 6 février 1962[2] – Robert Kennedy, Procureur général des États-Unis[3]
- 7 juillet 1993 – Bill Clinton, Président des États-Unis
- 28 novembre 1998 – Jiang Zemin, Secrétaire général du Parti communiste chinois
- 15 avril 2002 – Jun'ichirō Koizumi, Premier ministre du Japon
- 8 mai 2008 – Hu Jintao, Secrétaire général du Parti communiste chinois
- 22 juillet 2012 – Yoshihiko Noda, Premier ministre du Japon
- 18 mars 2015 – Shinzō Abe, Premier ministre du Japon, et Bill Clinton, ancien Président des États-Unis[3]